# Kanton Marseille-La Rose
Kanton Marseille-La Rose (fr. Canton de Marseille-La Rose) je francouzský kanton v departementu Bouches-du-Rhône v regionu Provence-Alpes-Côte d'Azur. Tvoří ho část města Marseille a zahrnuje část 13. městského obvodu.

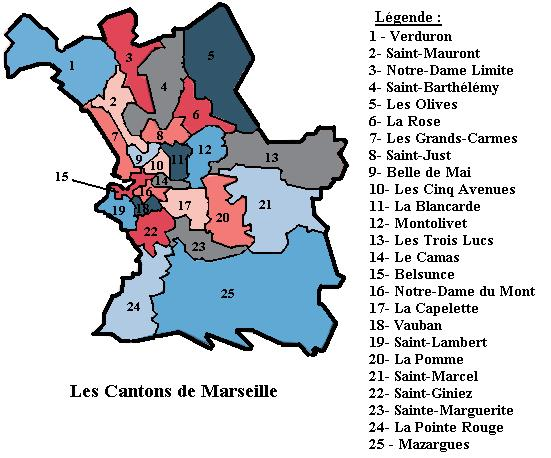
Kantony města Marseille